# Mošćanica
Mošćanica es un pueblo ubicado en el territorio de Zenica, en el cantón de Zenica-Doboj, Bosnia y Herzegovina.

## Superficie
Posee una superficie de 8,14 kilómetros cuadrados.

## Demografía
Hasta 2013 la población era de 614 habitantes, con una densidad de población de 75,4 habitantes por kilómetro cuadrado.